# هری کرار
هری کرار (انگلیسی: Harry Crerar; ۲۸ آوریل ۱۸۸۸ – ۱ آوریل ۱۹۶۵) فرد نظامی اهل کانادا بود. وی همچنین برندهٔ جوایزی همچون نشان حمام شده‌است.